# Castello di Drum
Il castello di Drum sorge vicino a Drumoak, nell'Aberdeenshire in Scozia.

## Storia
Nel 1323 il castello fu concesso a William de Irwyn dal re Roberto I di Scozia insieme al titolo di barone. Il castello rimase di proprietà della famiglia fino al 1975, quando fu ceduto al National Trust of Scotland. I cimeli di famiglia sono esposti nella "Family Room" e la casa contiene anche una collezione di ritratti e di mobili georgiani. La Sala Alta della torre del castello, alta 22 metri e risalente al 1200, è ancora nel suo stato medievale a cui si accede da una stretta scala a chiocciola. La casa originale fu ampliata con la creazione di un palazzo nel 1619 e un'aggiunta successiva durante il regno della regina Vittoria progettata dall'architetto David Bryce e costruita da suo nipote nel 1876. Il giardino è diviso in quadranti che mostrano come venivano coltivate le rose dal XVII al XX secolo. Si pensa che sia stata costruita in due fasi, la parte inferiore poco dopo il 1200 e la parte superiore negli anni intorno al 1300. Le diverse aggiunge strutturali sono una testimonianza di come si sono sviluppati i castelli scozzesi nel corso dei secoli. Per prima venne realizzata la torre centrale eretta durante il regno di Alessandro III di Scozia a metà del XIII secolo e attribuito a Richard Cementarius. Il castello fu saccheggiato tre volte durante la ribellione dei Covenanting durante la quale la famiglia Irvine sostenne il re Carlo I d'Inghilterra. Il 24º e ultimo barone, Henry Quentin Forbes Irvine, lasciò in eredità la casa e 300 acri di terreno al National Trust for Scotland.